# Metacirolana rotunda
Metacirolana rotunda là một loài chân đều trong họ Cirolanidae. Loài này được Bruce & Jones miêu tả khoa học năm 1978.